# Simpang Tiga Uning
Simpang Tiga Uning is een bestuurslaag in het regentschap Aceh Tengah van de provincie Atjeh, Indonesië. Simpang Tiga Uning telt 157 inwoners (volkstelling 2010).